# De ida y vuelta (álbum de El Consorcio)
De ida y vuelta es el sexto álbum del grupo vocal español El Consorcio, grabado en 2005. 

## Canciones
1. Soy lo prohibido - 4:27
2. La media vuelta - 3:50
3. El sitio de mi recreo - 3:50
4. Paloma, paloma negra - 4:03
5. Fuimos lo que fuimos - 4:25
6. De un mundo raro - 3:22
7. Amanecí en tus brazos - 2:50
8. La calle del olvido - 3:11
9. A trabajos forzados - 4:17
10. Gitano - 3:55
11. La lluvia nunca vuelve hacia arriba - 3:23
12. Si yo pudiera - 3:30
13. Se me hizo fácil - 2:57

- Datos: Q5800740